# Protognathodus
Genre
Synonymes
- Protognathus (homonyme de Protognathus Basilewsky, 1950)

Protognathodus est un genre éteint de conodontes de la famille des Idiognathodontidae (ordre   des Ozarkodinida).

## Liste d'espèces
- †Protognathodus collinsoni
- †Protognathodus kockeli
- †Protognathodus kuehni
- †Protognathodus meischneri